# لويس بولونيا
لويس بولونيا (بالفرنسية: Louis Polonia)‏ هو لاعب كرة قدم فرنسي في مركز الدفاع، ولد في 8 يناير 1935 في Espalion ‏ في فرنسا، وتوفي في 14 أكتوبر 2005 في Boujan-sur-Libron ‏ في فرنسا. شارك مع منتخب فرنسا لكرة القدم. أما مع النوادي، فقد لعب مع نادي بيزيرز ونادي روديز ونادي سيت ونادي لانس.

## وصلات خارجية
- لويس بولونيا على موقع الاتحاد الدولي (مؤرشف)  (الإنجليزية)
- لويس بولونيا على موقع قاعدة بيانات كرة القدم.إي يو (الإنجليزية)
- لويس بولونيا على موقع عالم كرة القدم.نت (الإنجليزية)
- لويس بولونيا على موقع أوليمبيديا (الإنجليزية)